# Nephrotoma minuscula
Nephrotoma minuscula is een tweevleugelige uit de familie langpootmuggen (Tipulidae). De soort komt voor in het Palearctisch gebied.